# Молибдат марганца
Молибдат марганца — неорганическое соединение,
соль марганца и молибденовой кислоты с формулой MnMoO4,
жёлтые кристаллы,
образует кристаллогидраты.

## Физические свойства
Молибдат марганца образует жёлтые кристаллы
моноклинной сингонии,
пространственная группа C 2/m,
параметры ячейки a = 1,0496 нм, b = 0,9516 нм, c = 0,7143 нм, β = 106,28°, Z = 8.
Образует кристаллогидрат состава MnMoO4•H2O.